# سوفي غودفري
سوفي غودفري (بالإنجليزية: Sophie Godfrey)‏ (2 ديسمبر 1987 - ) هي لاعبة كرة طائرة أستراليا.

## وصلات خارجية
- سوفي غودفري على موقع عالم الكرة الطائرة (الإنجليزية)